# インチケープ伯爵
インチケープ伯爵（英語: Earl of Inchcape）は英国の伯爵、貴族。連合王国貴族爵位。

## 歴史

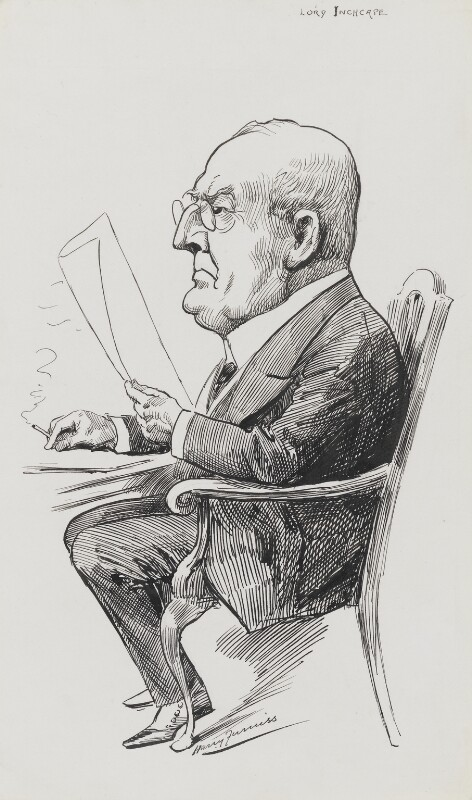
ハリー・ファーニスによる初代インチケープ伯爵のカリカチュア

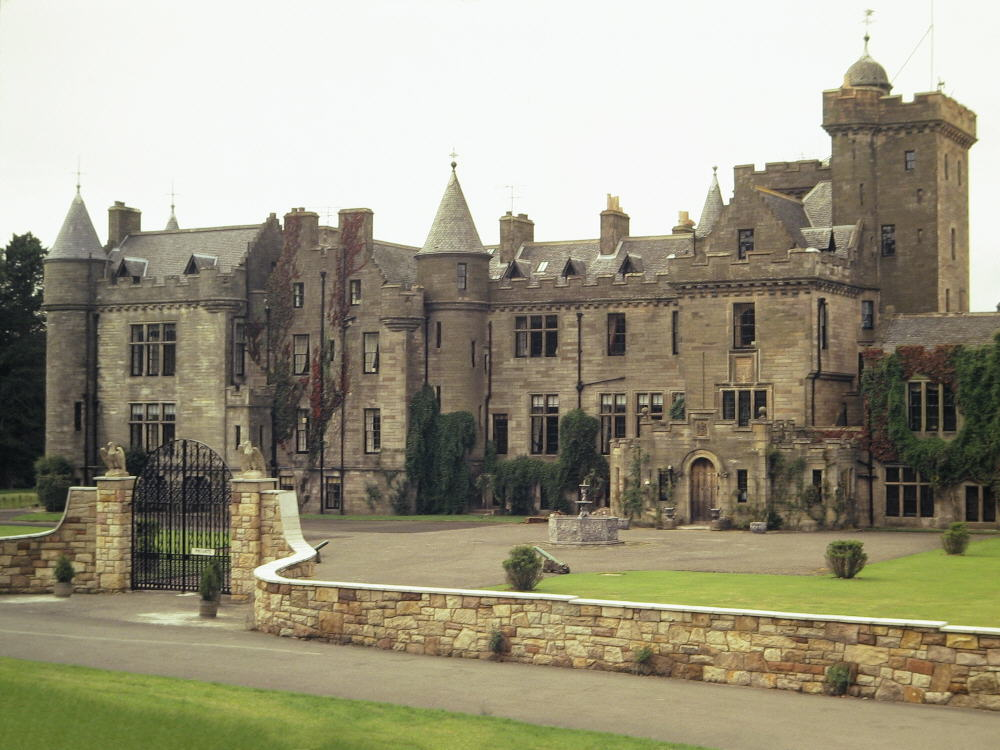
伯爵家の邸宅であったグレナップ城。サウス・エアシャーのバラントレーに所在。

スコットランド造船業界の雄にして官僚（インド植民地管理官）であったジェイムズ・マッケイ(1852-1932)が叙せられたことに始まる。
彼は1911年にサザランド州ストラスネイヴァーのインチケープ男爵 (Baron Inchcape of Strathnaver in the County of Sutherland) へ、1924年にサザランド州ストラスネイヴァーのインチケープ子爵 (Viscount Inchcape of Strathnaver in the County of Sutherland) へ叙爵されていたが、長じてインチケープ伯爵 (Earl of Inchcape) を与えられた。同時に従属爵位としてサザランド州ストラスネイヴァーのグレナップ子爵 (Viscount Glenapp of Strathnaver in the County of Sutherland) にも叙されており、本爵位がインチケープ伯爵家当主の長男が名乗る儀礼称号である。なお、以上の爵位はすべて連合王国貴族である。
現在の一族の邸宅はエアシャー州バラントレー近郊のカーロック・ハウス。以前の本拠地はグレナップ城であったが1982年にマッケイ家により売却された。以降は、高級ホテルとして現在にその形を残しており、現在もインチケープ伯爵家の運営するグレナップ・エステートによって管理されている。

## 現当主の保有爵位
現当主である 第4代インチケープ伯爵ケネス・ピーター・ライル・マッケイは以下の爵位を有している。
- 第4代インチケープ伯爵(4th Earl of Inchcape)
(1929年6月20日の勅許状による連合王国貴族爵位)
- 第4代サザランド州ストラスネイヴァーにおけるインチケープ子爵(4th Viscount Inchcape, of Strathnaver in the County of Sutherland)
(1924年1月21日の勅許状による連合王国貴族爵位)
- 第4代サザランド州ストラスネイヴァーにおけるグレナップ子爵(4th Viscount Glenapp, of Strathnaver in the County of Sutherland)
(1929年6月20日の勅許状による連合王国貴族爵位)
- 第4代サザランド州ストラスネイヴァーにおけるインチケープ男爵(4th Baron Inchcape, of Strathnaver in the County of Sutherland)
(1911年6月26日の勅許状による連合王国貴族爵位)

## インチケープ伯爵 （1929年）
- 初代インチケープ伯爵ジェイムズ・ライル・マッケイ（英語版）(1852-1932)
- 第2代インチケープ伯爵ケネス・マッケイ（英語版） (1887-1939)
- 第3代インチケープ伯爵ケネス・ジェイムズ・ウィリアム・マッケイ（英語版）(1917-1994)
- 第4代インチケープ伯爵ケネス・ピーター・ライル・マッケイ（英語版）(1943‐)

法定推定相続人は当代伯の唯一の息子、グレナップ子爵(儀礼称号)ファーガス・ジェイムズ・ケネス・マッケイ（1979-）。なおグレナップ卿の長子アレグサンダー・デヴィッド・マッケイ閣下（2017-）が2017年に誕生した。